# Henry Nitzsche
Henry Nitzsche (Kamenz, 1959. április 4.) független parlamenti képviselő a német Bundestagban. Az evangélikus egyház tagja, házas, négy gyermek apja. Oßling városának lakosa.

## Élete
Nitzsche 1959. április 4-én született Kamenzben.

### Végzettsége
Miután 1965 és 73 között az oßlingi általános iskolában, majd 1973 és 1977 között a kamenzi Lessing Gimnáziumban elvégezte alap- és középfokú tanulmányait, 1977-ben leérettségizett.
Katonai szolgálatot 1977 és 1979 között teljesített a Német Demokratikus Köztársaság Nemzeti Néphadseregében (NVA).

#### Szakmai képzettsége
1979 és 1981 között Nietzsche fogorvosi képzésben vett részt a lipcsei Egyetemen (KMU). Ezeket a tanulmányokat saját döntése alapján megszakította, és 1981 és 1983 között a kamenzi állami erdőségben dolgozott erdészként, melynek során faipari szakmunkási képzettséget szerzett.
1983 és 1991 között a kerámiaüzemnek szentelte életét és 1987-ben saját kerámiaüzemet nyitott Oßlingban.
1991 és 1994 között a drezdai Államigazgatási- és Gazdasági Akadémián (VWA, Verwaltungs- und Wirtschaftsakademie Dresden) végezte egyetemi tanulmányait, melynek végeztével 1994-ben közgazdászi és államigazgatási képesítést szerzett.

### Politikai karrierje
Nitzsche 1990 óta vesz részt aktívan a politikai életben. Ugyanebben az évben az oßlingi önkormányzat tagja, majd Kamenz körzeti képviselője.
1991 és 1994 között Oßling polgármestere, majd 1994. október 6. után a szász tartományi gyűlés képviselője. 1994 után fő szakterületei a „lakás, építkezés és közlekedés.”
1999 és 2002 között a CDU lakhatási és közlekedéspolitikai szóvivője.
2002. szeptember 22. óta a német Bundestag képviselője a 156-os választókörzetből. Szakmai területei a továbbiakban is a közlekedés-, építkezés és lakásügy maradtak.

#### Politikai pártok
1989-ben a Demokratikus Ébredés (DA) tagja lett, mely a német demokratikus átalakulásért küzdött. 1990 és 1993 között belépett a Német Szociális Unió (DSU) nevű tömörülésbe.
1993 és 2006 között a CDU tagja, melyből 2006. december 15-én lépett ki. 2007 óta független képviselő.

## Külső hivatkozások
- Henry Nitzsche hivatalos oldala
- Nitzsche a Bundestag oldalán